# Edesheim
Edesheim (in tedesco palatino Edesem) è un comune di 2 231 abitanti del Renania-Palatinato, in Germania.
Appartiene al circondario (Landkreis) della Weinstraße Meridionale (targa SÜW) ed è parte della comunità amministrativa (Verbandsgemeinde) di Edenkoben.

## Galleria d'immagini

Edesheim
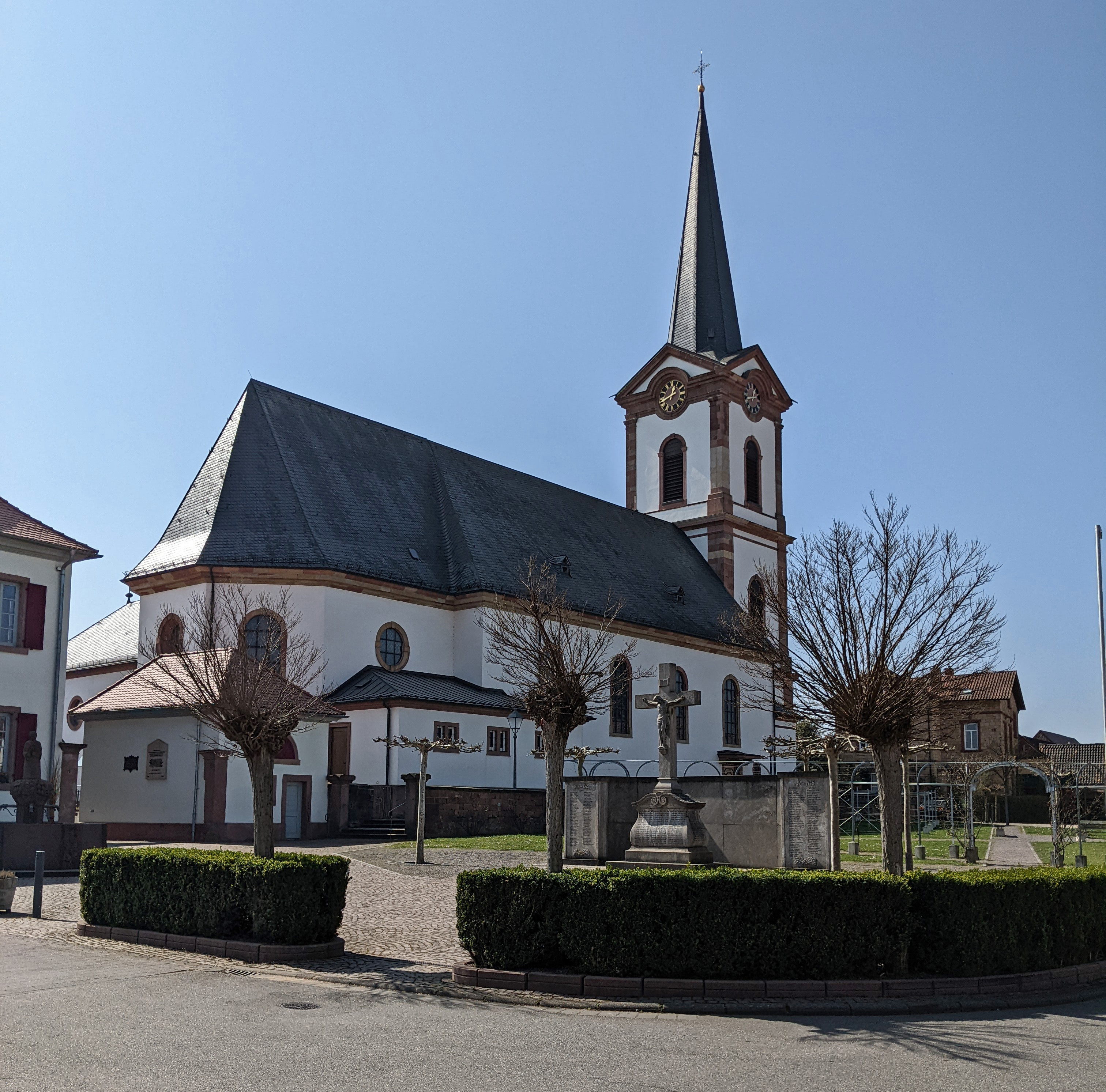
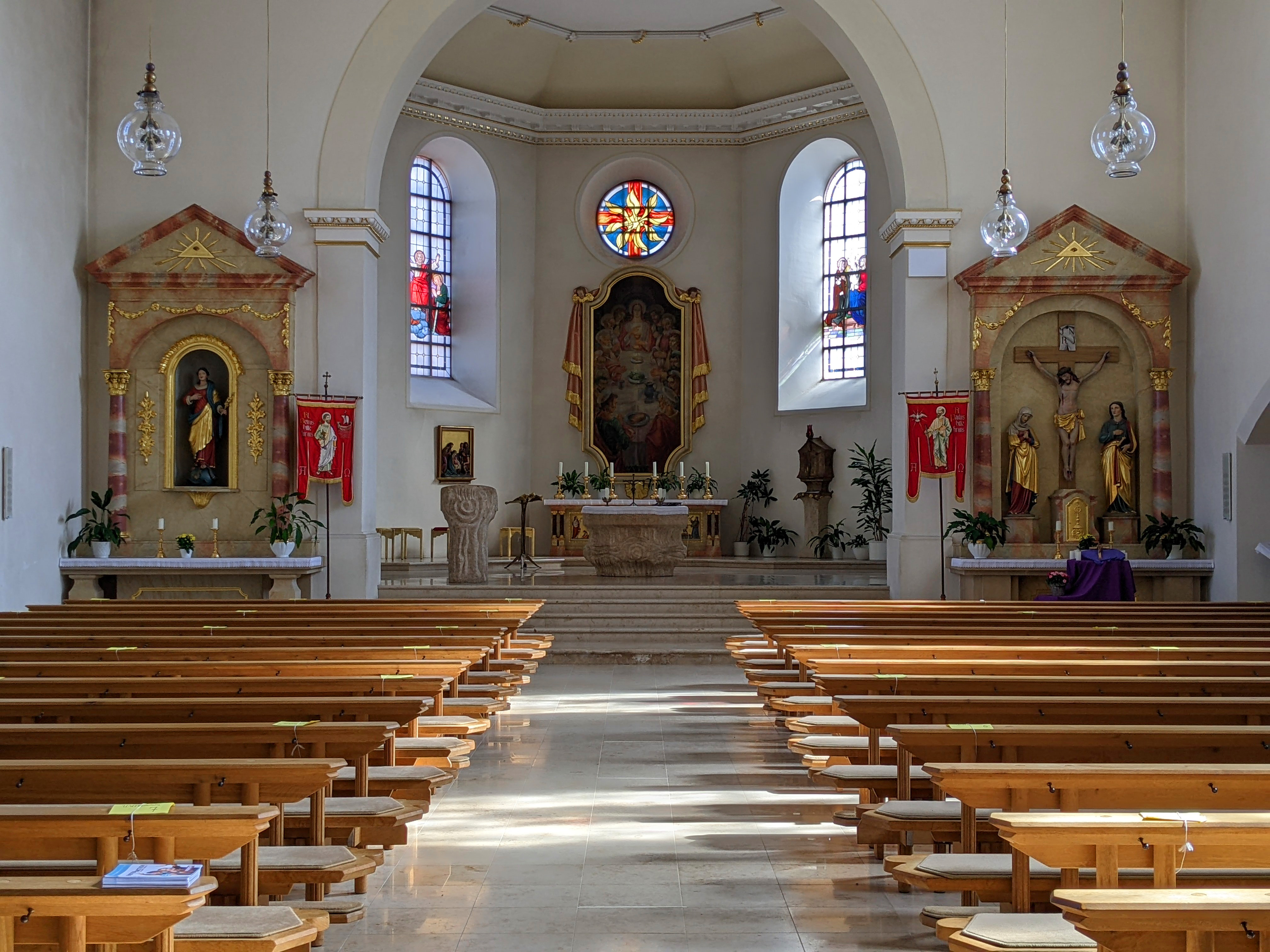
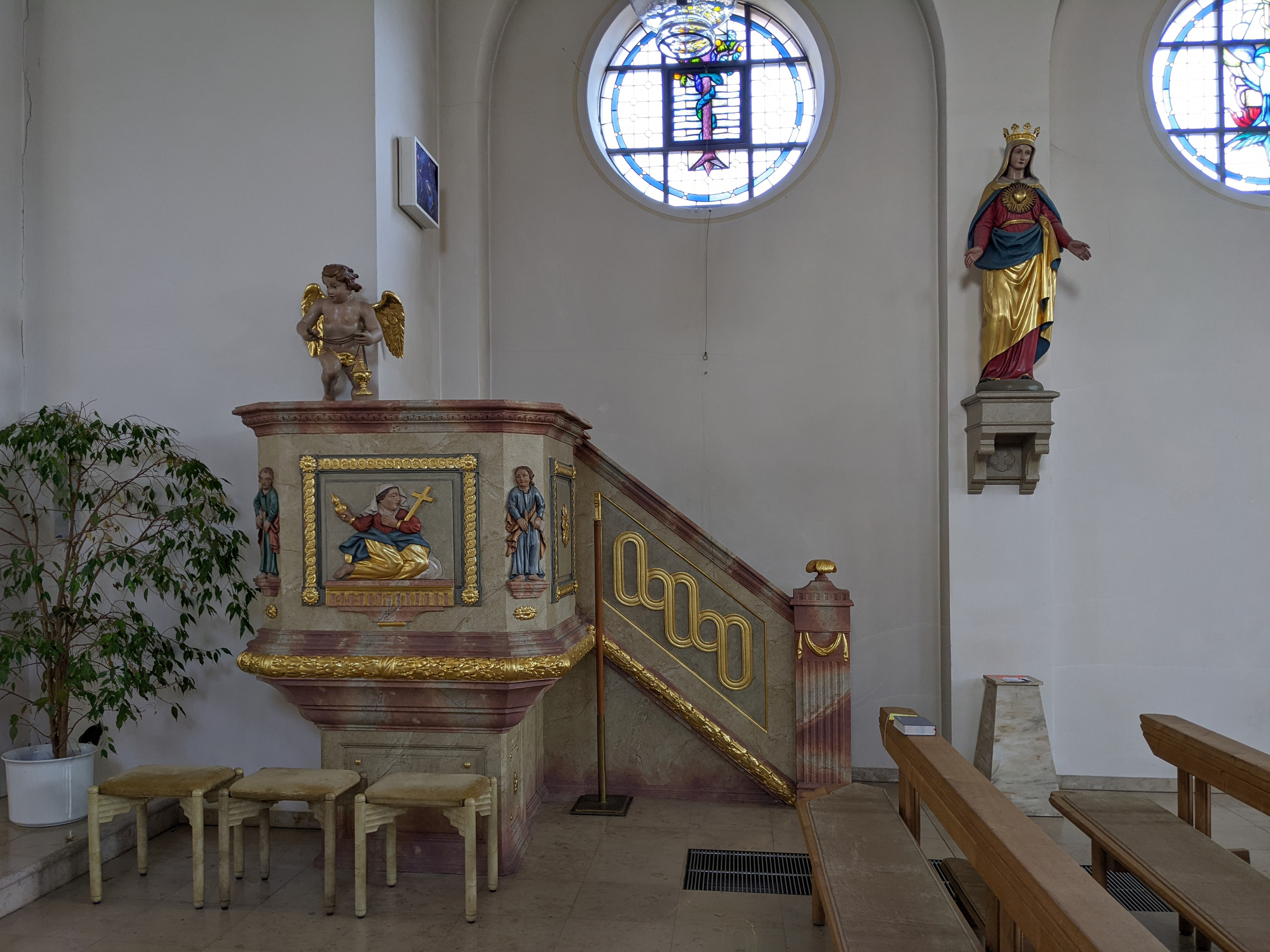
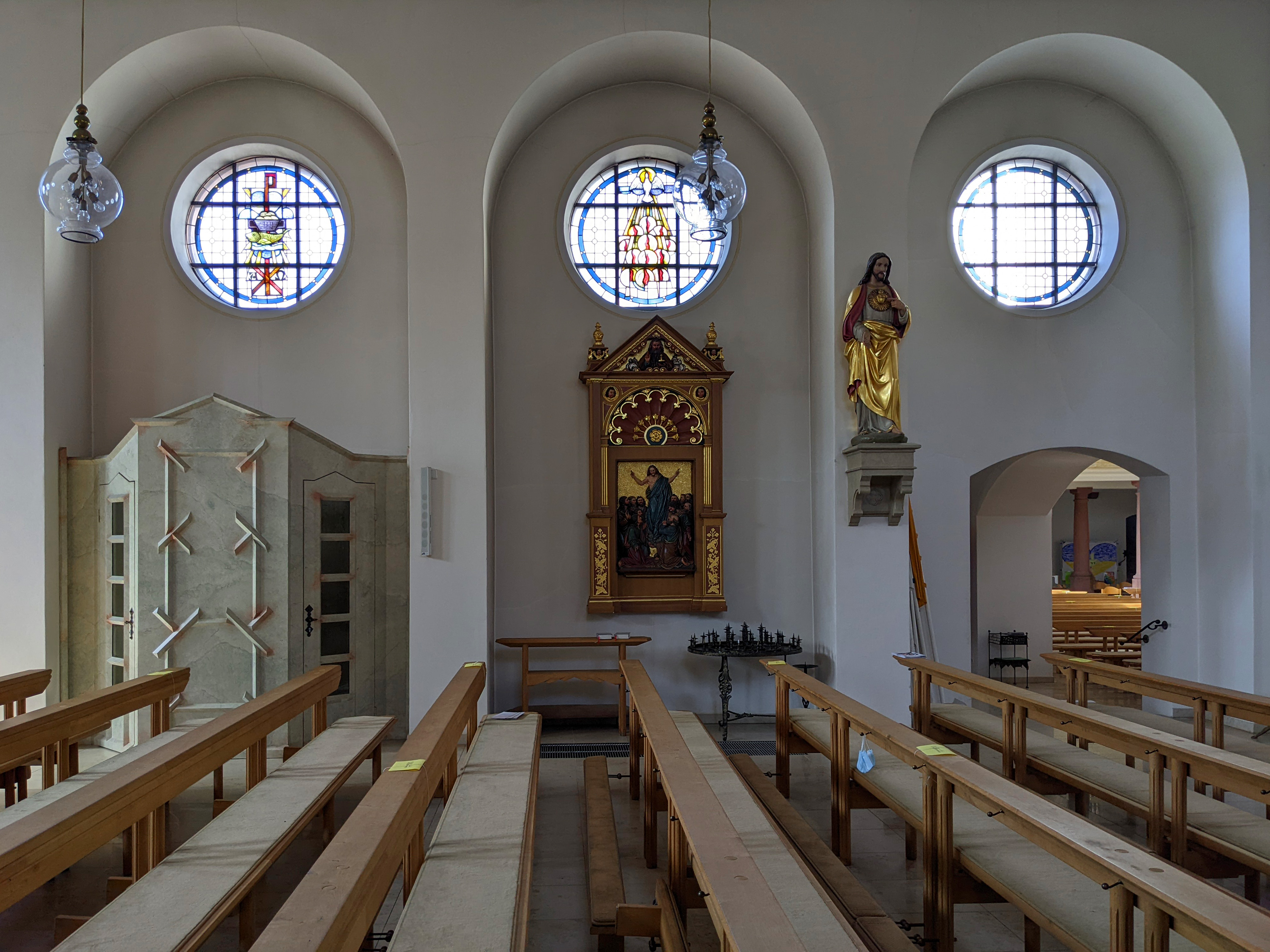
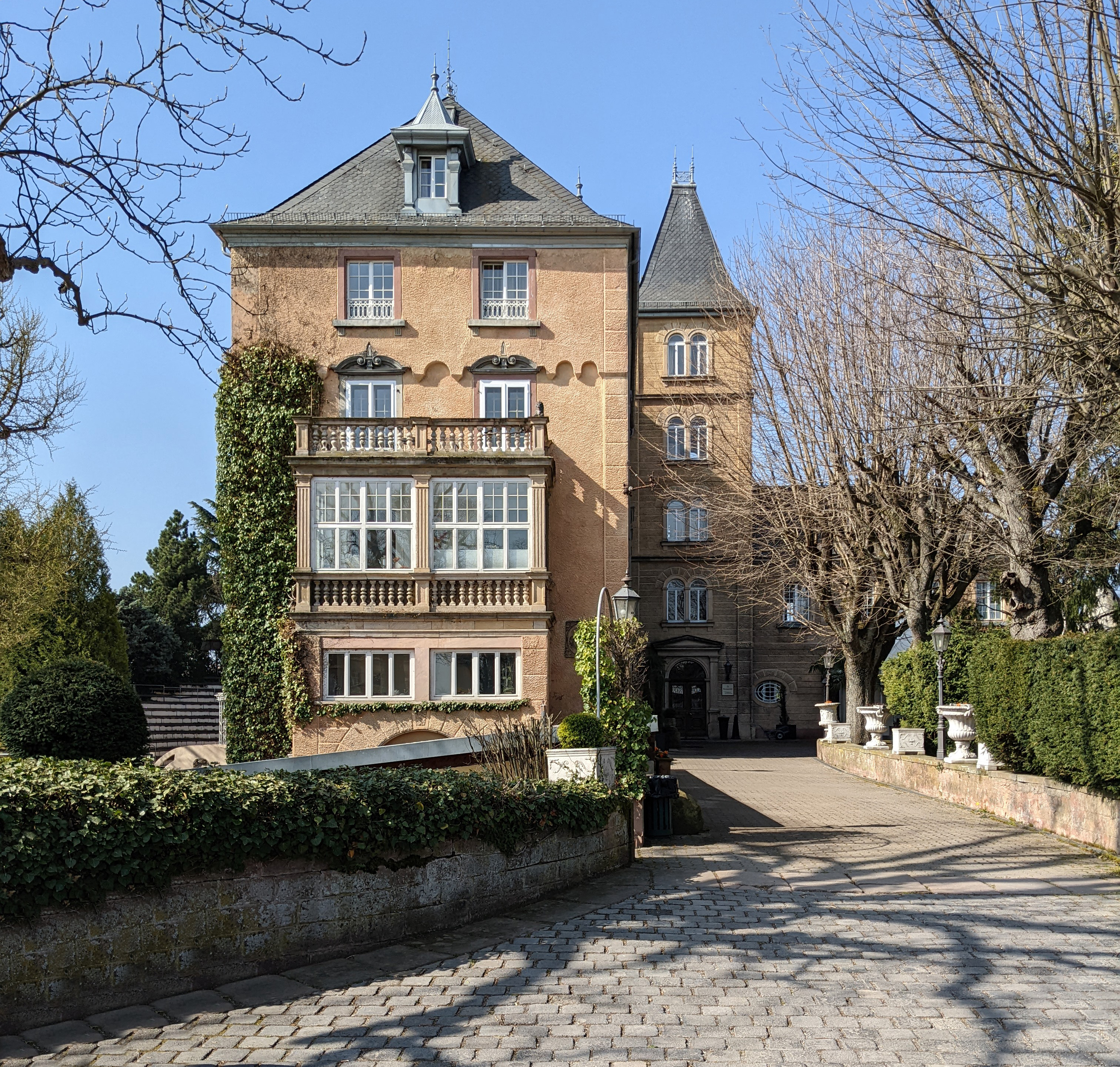
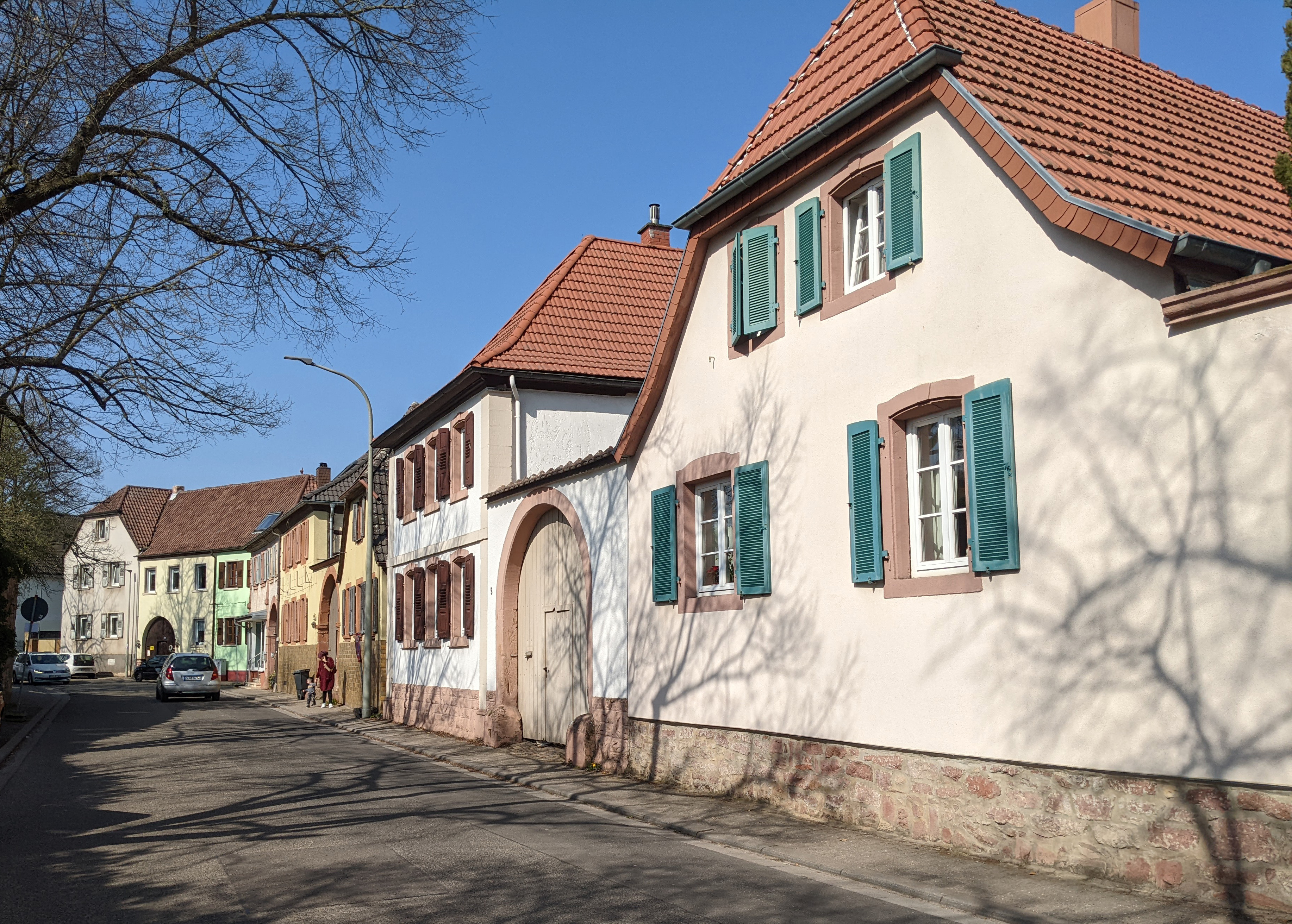
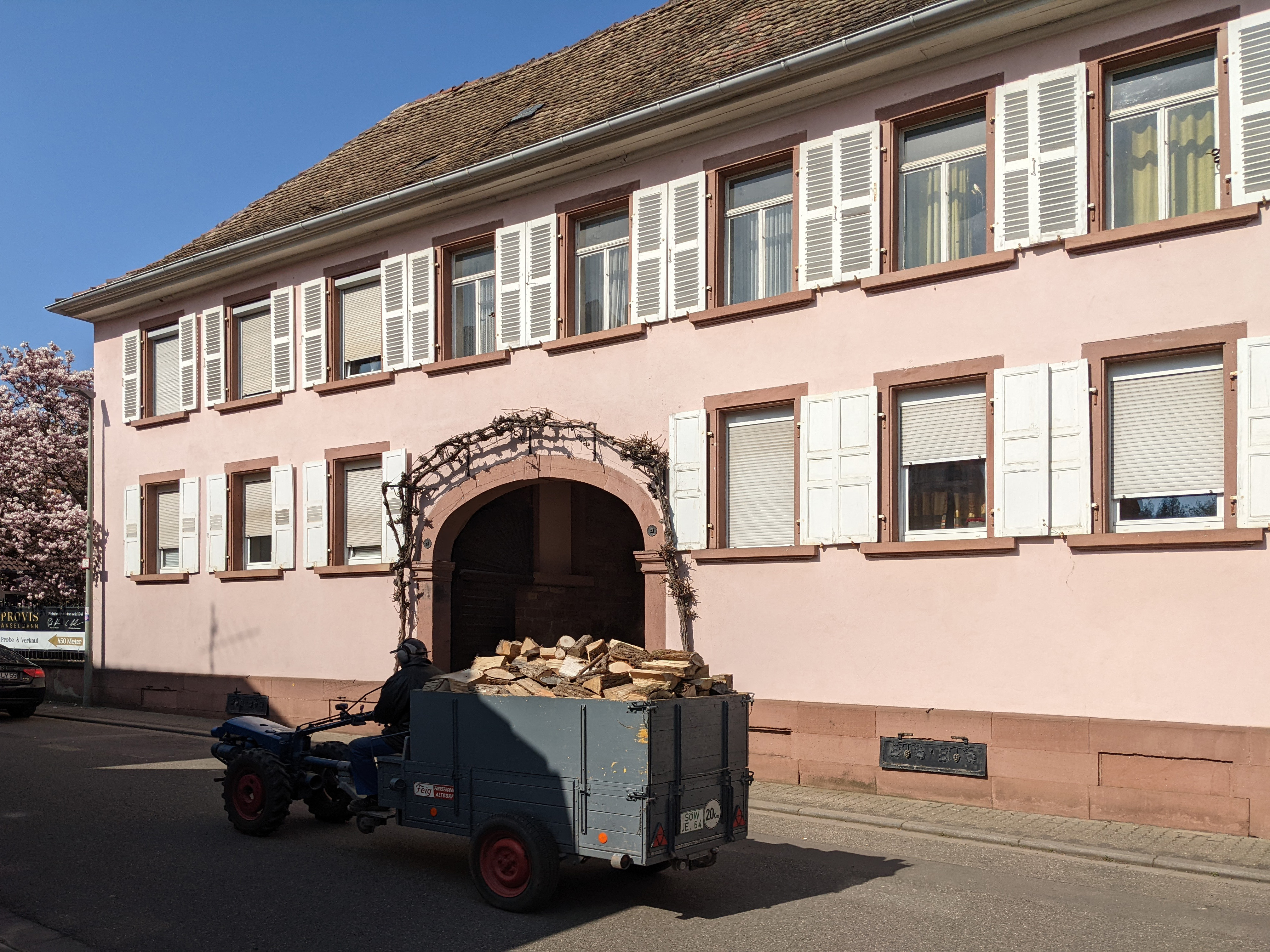
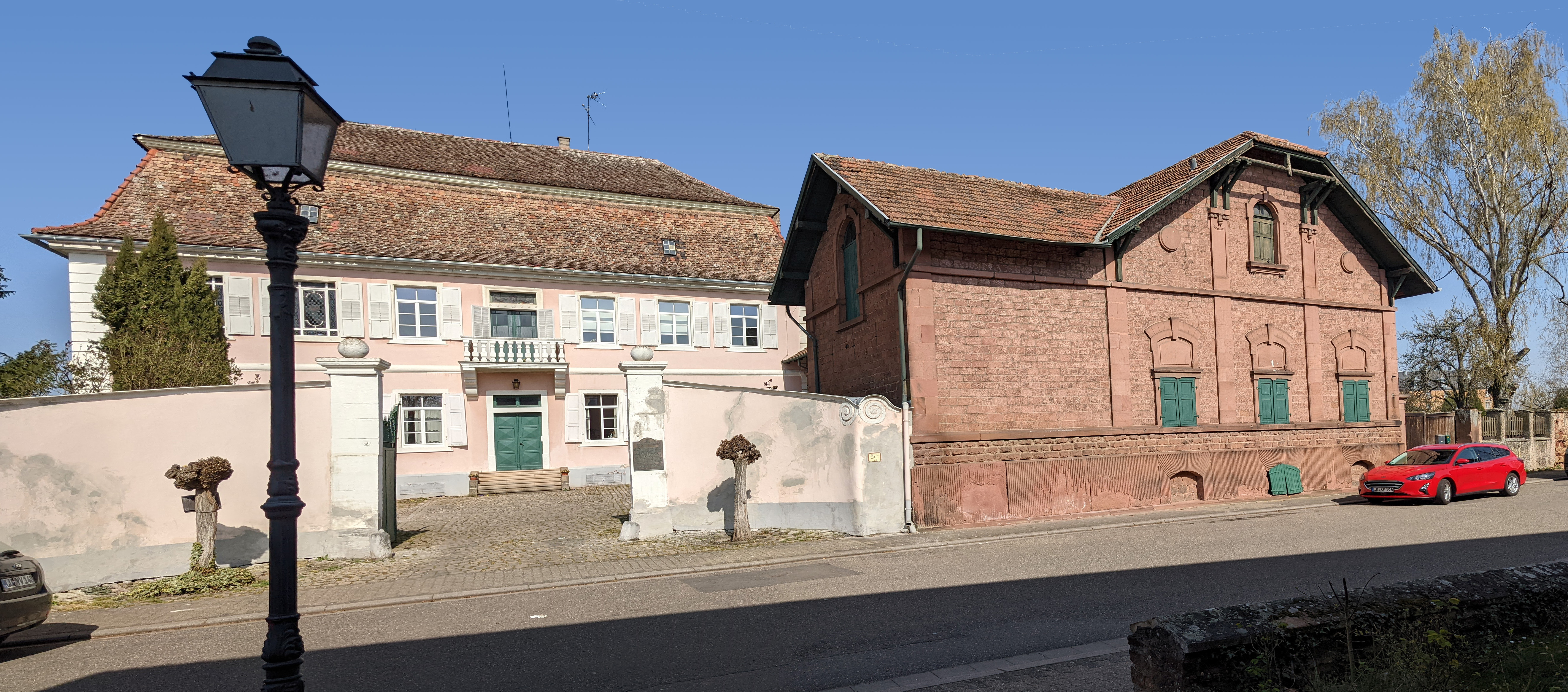
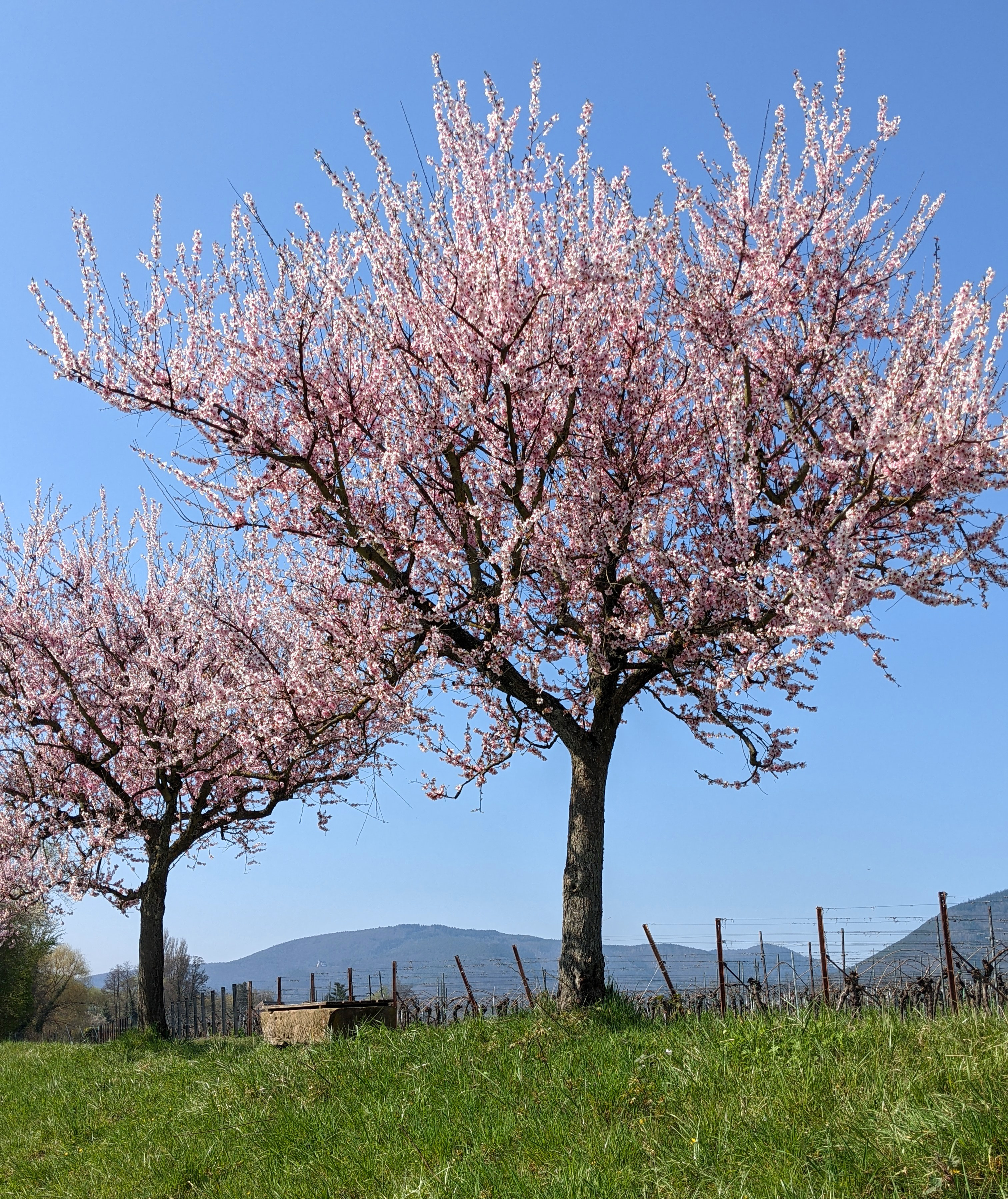